# Michenerite
La michenerite è un minerale appartenente al gruppo della cobaltite.